# Paul Poet
Paul Poet (* 3. Oktober 1971 in Abqaiq, Saudi-Arabien) ist ein Regisseur, Journalist, Medienwissenschaftler und Autor.

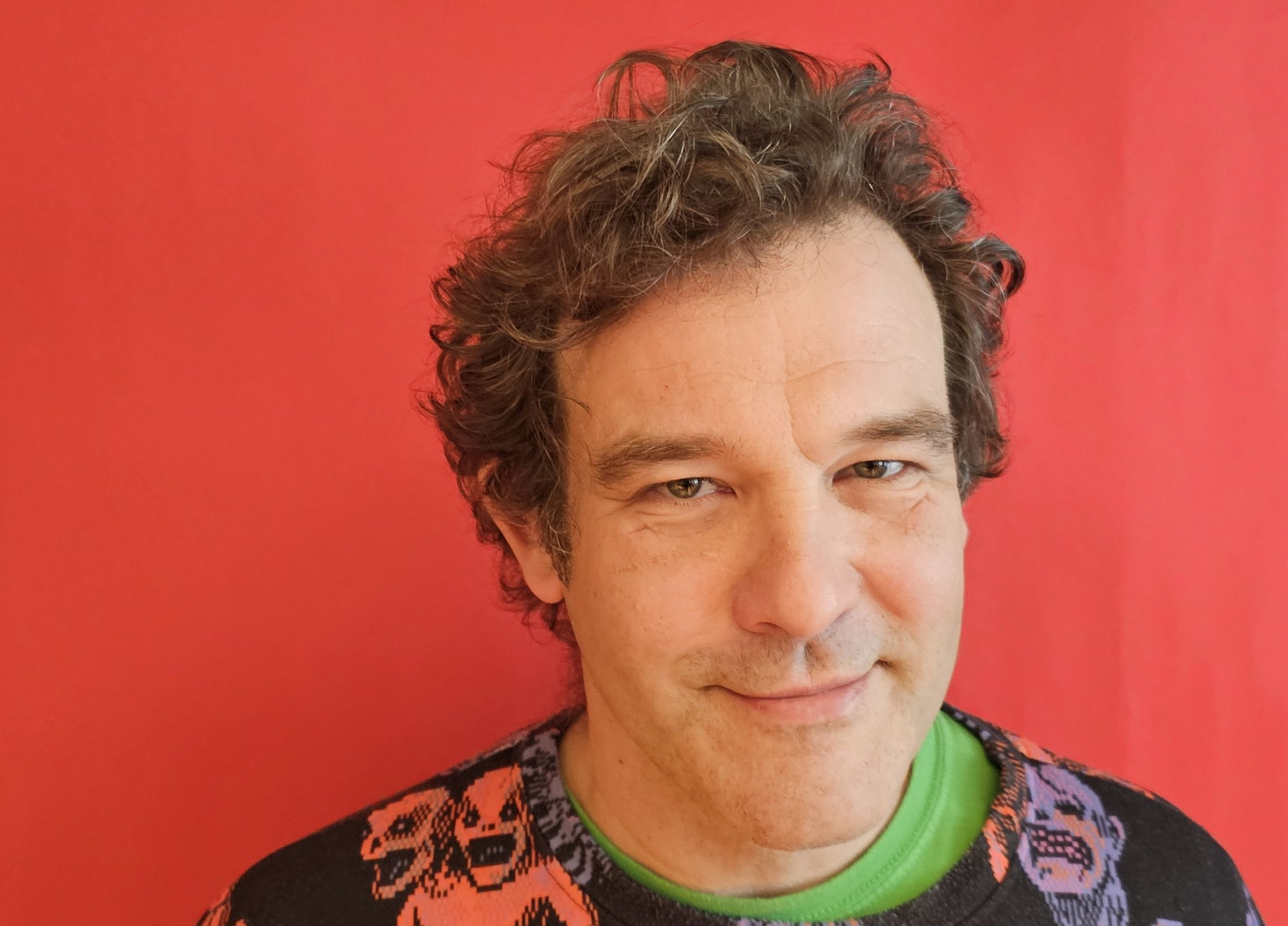
Paul Poet an den Solothurner Filmtagen 2025

## Leben
Nachdem Poet in der musikalischen Subkultur Wiens unter anderem als Veranstalter, Promoter, DJ, Kritiker und Sänger der Hardcore-Band No Fish on Friday tätig war, wandte er sich 1996 der Filmregie zu. Sein Debütkurzfilm Hoch Zeit war mit internationalen Rockmusikern besetzt. Es folgten zahlreiche internationale Musikvideos und Fernsehbeiträge. 1999 erhielt er den Regiepreis des Duel Videoclip in Faenza für das Musikvideo „TripHopping in the Planet Drug“, das zu einem großen Fernseherfolg in Europa und einem Festivalrenner in den Vereinigten Staaten wurde. Nach einigen innovativen Internetprojekten wie der Leitung des ersten europäischen Online-Filmfestivals, stellte er 2002 seinen ersten Langfilm Ausländer raus! Schlingensiefs Container fertig, der eine Aktion von Christoph Schlingensief dokumentiert, die im Rahmen der Wiener Festwochen im Jahr 2000 stattfand.
Poets Filme konnten Festivalerfolge auf verschiedenen internationalen Filmfestivals verzeichnen, etwa International Film Festival Rotterdam, Brisbane, Festival Internacional de Cine de Mar del Plata, Rhode Island, Headliner bei Popkomm Köln, Ars Electronica.

## Filmografie
- 1996: Hoch Zeit, 18 Min., Drehbuch/Regie
- 1999: Triphopping in the Planet Drug, 4 Min., Drehbuch/Regie
- 2002: Ausländer raus! Schlingensiefs Container, 90 Min., Drehbuch/Regie
- 2011: Empire Me – Der Staat bin ich!, 100 Min., Drehbuch/Regie
- 2011: Follow the Sun, 4 Min., Drehbuch/Regie
- 2015: My Talk With Florence, 129 Min., Drehbuch/Regie
- 2018: Im Kontext: Blackout – Katastrophenfall Österreich? TV-Dokumentation, Regie
- 2024: Der Soldat Monika, Dokumentation, Drehbuch/Regie

## Auszeichnungen (Auswahl)
- Remi Award: WorldFest Houston
- Best International Video Award: Image Festival Toronto: